# Abadía de Lagrasse

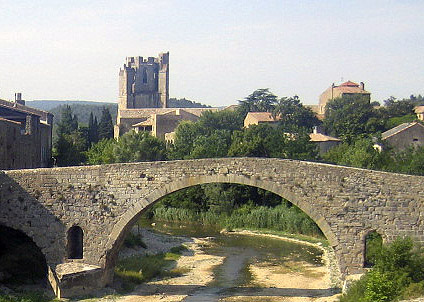
Vista general, con el Pont Vieux, único medio de acceso entre el pueblo y la abadía durante la Edad Media.

La abadía de Lagrasse (La Grassa en occitano; en francés: Abbaye Sainte-Marie de Lagrasse o Sainte-Marie-d'Orbieu), es una abadía benedictina románica francesa, cuyos orígenes datan del siglo VII. Situada en el seno del macizo de las Corbières, a las orillas del río Orbieu en el pueblo de Lagrasse, a 35 km de Carcasona, en el Languedoc.

## Historia

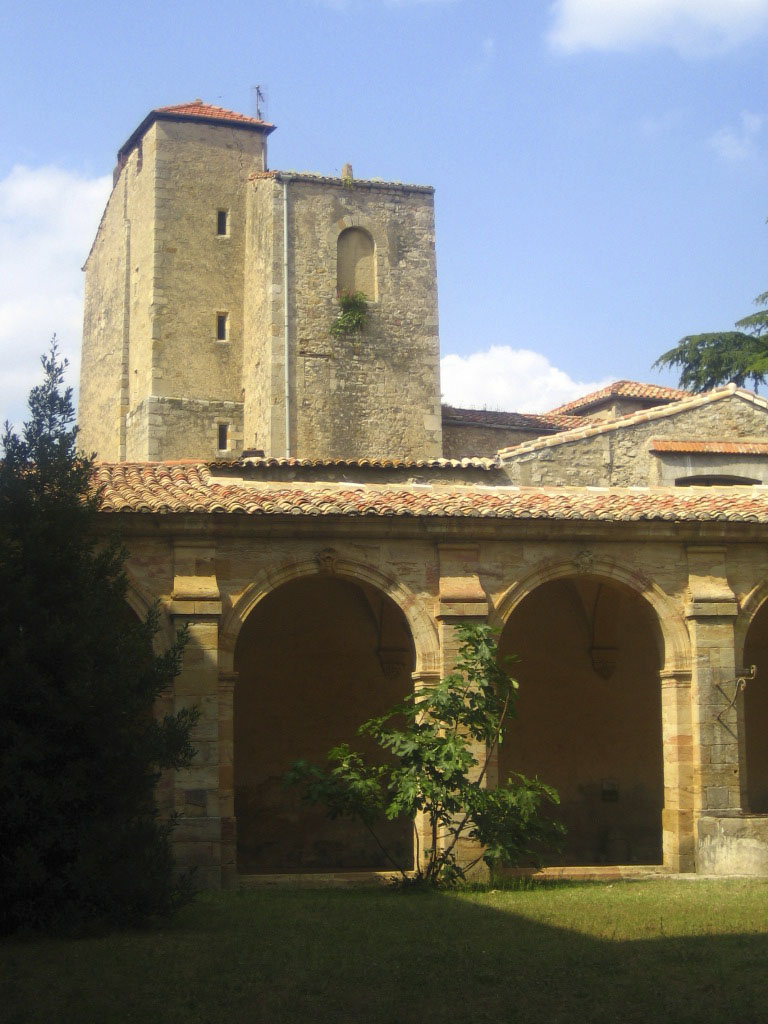
Claustro neoclásico integrado en las antiguas construcciones románicas

Fue fundada en el siglo VIII por el abad de Narbona, Nimphridius (Nebredius), compañero de Benito de Aniane, adoptando la regla monástica benedictina; esto la convierte en una de las más antiguas de Europa; aunque la leyenda dice que fue fundada por Carlomagno al producirse un milagro en el lugar, lo cierto es que la amplió y elevó al rango de abadía en el año 779.
La abadía benedictina se enriqueció rápidamente por numerosos donativos y privilegios de los señores de la comarca y del Condado de Barcelona: tierras, castillos, diócesis, prioratos...
En el periodo entre los siglos IX y XII la abadía desempeñó un gran papel en el Languedoc, convirtiéndose en su capital espiritual. En el siglo XII dominaba extensos territorios, las diócesis de Tolosa, Béziers y el Condado de Urgel. Estaba en continuas disputas por unas fructíferas minas con los Señores occitanos del castillo de Termes.
Durante las etapas agitadas de los siglos XIII, XIV y XV, con la peste, la Cruzada albigense y la Guerra de los Cien Años, experimentó un fuerte declive. Durante este período es reforzada y fortificada. Un siglo más tarde, Philippe de Lévis, obispo de Mirepoix, inicia la construcción de un gran campanario inacabado. 
Al afiliarse a la congregación de San Mauro en el siglo XVII, experimenta un nuevo impulso tanto espiritual como material; ya en el siglo XVIII, el obispo de Carcasona, Armand Bazin de Bezons, se convierte en el penúltimo abad de Lagrasse. Bajo su mandato se renuevan y construyen nuevas dependencias monásticas, un patio de honor, un edificio de celdas monásticas y un claustro de estilo clásico. Esta obra ofrece a Lagrasse la originalidad de ser hoy una de las raras abadías de la región que yuxtaponen en armonía edificaciones medievales y neoclásicas.
Durante la Revolución francesa, en 1796, el Estado se apodera de ella y es vendida en dos partes separadamente, dividiéndola, como bien nacional, situación que perdura contemporáneamente. En 1896, la Congrégation des Filles de Notre Dame des Sept Douleurs se instala en parte de los edificios abadiales, instaurando un asilo. La otra parte de la abadía es ocupada por obras sociales de militares condecorados: Œuvres sociales des Médaille militaire (Obra Social de la asociación de los "Médaille militaire") creando en las dependencias un orfanato.
En 1979, los edificios y el torreón fueron habitados por una comunidad teófila bizantina hasta 2004, cuando Les Chanoines Réguliers de la Mère de Dieu (Canónigos Regulares de la Madre de Dios) los adquieren con el apoyo de Jacques Despierre, obispo de Carcasona.
En 1981 la Mairie (alcaldía) de Lagrasse adquiere la división ocupada por los militares, denominándose en francés Abbaye Sainte-Marie-d'Orbieu.
Setenta y cuatro abades se han sucedido a la cabeza de este importante monasterio benedictino que reinó sobre el Languedoc, parte del Condado de Barcelona y posteriormente parte de la Corona de Aragón durante la Edad Media.

## Arquitectura
La parte más antigua de la abadía es la primera casa abacial; comprende un claustro de pequeñas dimensiones con bastas columnas coronadas por capiteles románicos representando esculpidas escenas de La Lujuria.
La galería superior conduce a la capilla del abad, del siglo XIII, donde se encuentran muros decorados por frescos y el suelo cubierto por baldosas de arcilla barnizada, representando diversos motivos. Junto a estos dos edificios se hallan las bodegas y sótanos, grandes salas abovedadas (300 m²)y poco iluminadas con una majestuosa chimenea. En la parte superior, encima de los sótanos, se encuentra el dormitorio de los monjes, del siglo XIII, cubierto por un armazón de arcos diafragmáticos reforzados, en la parte exterior del habitáculo, por contrafuertes añadidos en el siglo XIV.
La antigua iglesia románica de la abadía está formada por una sola nave, del siglo XI, casi en su totalidad derrumbada actualmente, abovedada con ojivas y flanqueada por nervios en medio punto. Termina en un presbiterio travesero a la par abovedado. Un transepto muy antiguo se abre entre los nervios de los costados. Los tres absidiolos semicirculares rematadas por arcos ciegos, las almenas superiores del siglo XIV y un travesaño en cruz ya de estilo gótico, terminan de configurar la nave.
En la actualidad la iglesia nueva, de época más reciente, comunica el nuevo palacio del abad, del siglo XVIII, a través de un patio rodeado por arcadas. El claustro, de esta misma época, es de estilo neoclásico. Obras de restauración han puesto al descubierto una antigua puerta románica en arco de mármol esculpido, así como varios capiteles, atribuidos al célebre escultor Maestro de Cabestany.
En esta parte de la abadía se encuentra la torre fortificada (inacabada) elevada en la primera mitad del siglo XV, de plano octogonal, construida a semejanza de la torre de la catedral de Mirepoix (Ariège); desde su campanario, de 40 metros de altura, se domina perfectamente la cuenca del valle del río Orbieu.

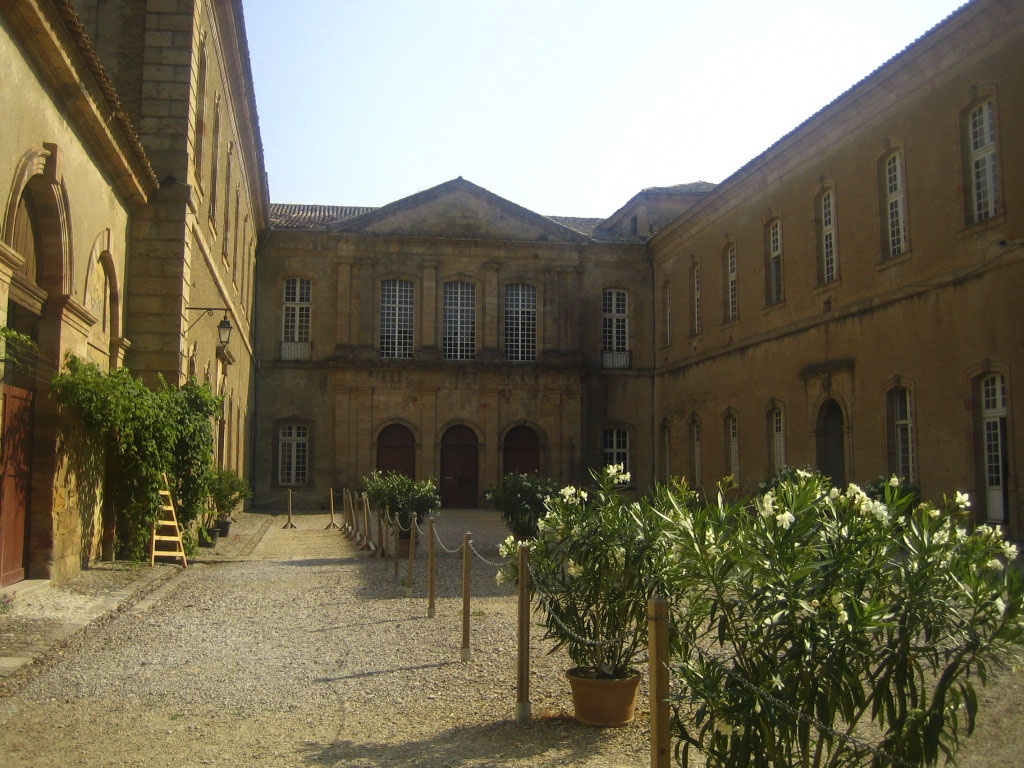
Celdas monásticas, utilizadas durante los siglo XIX y XX como orfanato y asilo
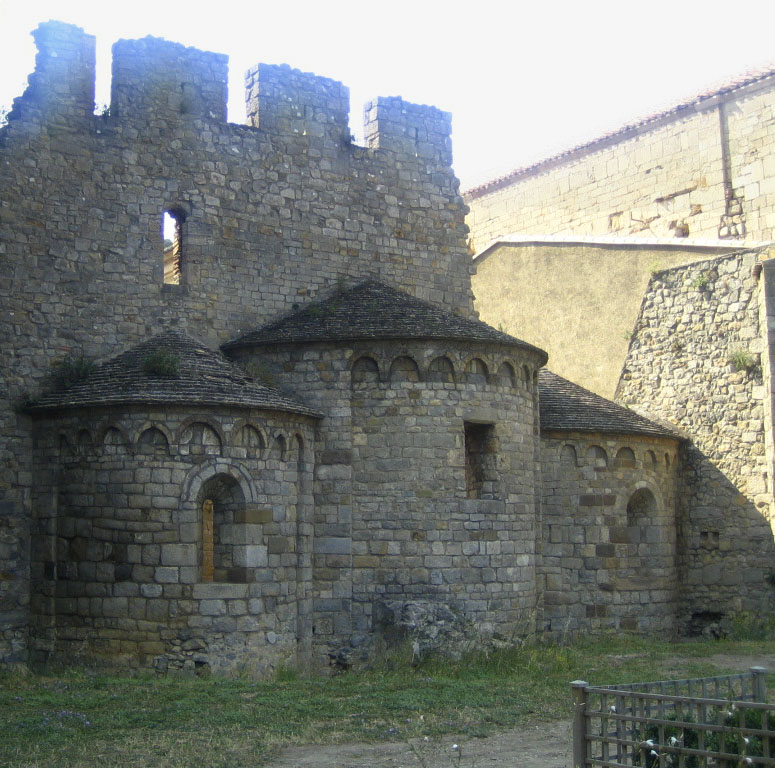
Iglesia románica, vista de las tres absidiolas y las almenas